# Антологія української поезії XX століття: від Тичини до Жадана
Антологія української поезії ХХ століття: від Тичини до Жадана – збірка віршів українських поетів відомої серії книг «Українська Поетична Антологія» видавництва «А-БА-БА-ГА-ЛА-МА-ГА» видана під редакцією Івана Малковича у 2017 році.

## Анотація
До книги увійшли знакові твори найпомітніших українських поетів ХХ століття, народжених до 1950 року, – від Тичини до Лишеги та Кичинського. Це найкомпактніша за формою і одна з найповніших за текстами поетична антологія, що покликана закохати молодого читача в українську поезію. 

## Про книгу
Книга має 2016 сторінок та абсолютно феноменальний наклад – 11,5 тисяч примірників.

## Зміст
- Іван Малкович. Від упорядника
АНТОЛОГІЯ. Частина 1:
- Павло Тичина (1891-1967)
- Володимир Свідзінський (1885-1942)
- Михайло Драй-Хмара (1889-1939)
- Микола Зеров (1890-1937)
- Юрій Клен (1891-1947)
- Михайль Семенко (1892-1937)
- Юрій Дараган (1894-1926)
- Максим Рильський (1895-1964)
- Євген Маланюк (1897-1968)
- Володимир Сосюра (1898-1965)
- Євген Плужник (1898-1936)
- Олекса Стефанович (1899-1970)
- Василь Чумак (1901-1919)
- Наталя Лівицька-Холодна (1902-2005)
- Микола Бажан (1904-1983)
- Олена Теліга (1906-1942)
- Олег Ольжич (1907-1944)
- Богдан Ігор-Антонич (1909-1937)
- Мирослав Кушнір (1922-1944)
- Дмитро Павличко (1929)
- Ліна Костенко (1930)
- Василь Симоненко (1935-1963)
- Іван Драч (1936)
- Микола Вінграновський (1936-2004)
- Василь Стус (1938-1985)
- Ігор Калинець (1939)
- Тарас Мельничук (1939-1995)
- Микола Холодний (1939-2006)
- Ірина Жиленко (1941-2013)
- Микола Воробйов (1941)
- Леонід Талалай (1941-2012)
- Станіслав Вишенський (1944)
- Василь Голобородько (1945)
- Леонід Кисельов (1946-1968)
- Грицько Чубай (1949-1982)
- Олег Лишега (1949-2014)
АНТОЛОГІЯ. Частина 2:
- Майк Йогансен (1895-1937)
- Едвард Стріха (1888-1934)
- Олекса Слісаренко (1891-1937)
- Павло Филипович (1891-1937)
- Тодось Осьмачка (1895-1962)
- Оксана Лятуринська (1902-1970)
- Ґео Шкурупій (1903-1937)
- Євген Бунда (??-??)
- Святослав Гординський (1906-1993)
- Василь Мисик (1907-1983)
- Олекса Влизько (1908-1934)
- Леонід Первомайський (1908-1973)
- Юрій Косач (1908-1990)
- Андрій Малишко (1912-1970)
- Ігор Качуровський (1918-2013)
- Володимир Булаєнко (1918-1944)
- Зіновій Бережан (1920-1968)
- Віра Вовк (1926)
- Богдан Бойчук (1927)
- Емма Андієвська (1931)
- Юрій Тарнавський (1934)
- Володимир Лучук (1934-1992)
- Богдан Рубчак (1935)
- Борис Олійник (1935)
- Борис Мозолевський (1936-1993)
- Петро Засенко (1936)
- Віталій Коротич (1936)
- Іван Семененко (1936)
- Патриція Килина (1936)
- Володимир Базилевський (1937)
- Василь Діденко (1937-1990)
- Петро Осадчук (1937-2014)
- Борис Нечерда (1939-1998)
- Валерій Ілля (1939-2005)
- Павло Мовчан (1939)
- Микола Холодний (1939-2006)
- Григорій Фалькович (1940)
- Володимир Забаштанський (1940-2001)
- Роман Кудлик (1941)
- Роман Лубківський (1941-2015)
- Степан Гостиняк (1941)
- Раїса Лиша (1941)
- Петро Скунць (1942-2007)
- Володимир Затуливітер (1944-1968)
- Григорій Тименко (1945-1968)
- Василь Сагайдак (1945-2006)
- Віктор Кордун (1946-2005)
- Михайло Григорів (1947-2016)
- Микола Мірошниченко (1947-2009)
- Анатолій Мойсієнко (1948)
- Світлана Жолоб (1947-2011)
- Софія Майданська (1948)
- Ярослав Павуляк (1948-2010)
- Галина Кирпа (1950)
- Любов Голота (1949)
- Галина Кирпа (1950)
- Станіслав Чернілевський (1950)
- Роман Бабовал (1950-2005)
- Анатолій Кичинський (1950)
АНТОЛОГІЯ. Частина 3:
- Юрій Буряк (1951)
- Неоніла Стефурак (1951)
- Олег Жупанський (1952)
- Ярс Балан (1952)
- Василь Шкурган (1952)
- Василь Осадчий (1953)
- Дмитро Кремінь (1953)
- Василь Старун (1953)
- Володимир Назаренко (1953)
- Людмила Таран (1954)
- Тарас Федюк (1954)
- Наталка Білоцерківець (1954)
- Павло Гірник (1956)
- Ярослав Довган (1956)
- Василь Герасим'юк (1956)
- Оксана Пахльовська (1956)
- Юрко Позаяк (1958)
- Ігор Римарук (1958-2008)
- Петро Мідянка (1959)
- Юрій Андрухович (1960)
- Світлана Короненко (1960)
- Оксана Забужко (1960)
- Олександр Ірванець (1961)
- Віктор Неборак (1961)
- Іван Малкович (1961)
- Ігор Маленький (1962)
- Юрій Іздрик (1962)
- Кость Москалець (1963)
- Аттила Могильний (1963-2008)
- Павло Вольвач (1963)
- Назар Гончар (1964-2009)
- Володимир Цибулько (1964)
- Василь Махно (1964)
- Борис Гуменюк (1965)
- Іван Лучук (1965)
- Юрій Бедрик (1968)
- Іван Андрусяк (1968)
- Галина Петросаняк (1969)
- Мар'яна Савка (1973)
- Ростислав Мельників (1973)
- Маріанна Кіяновська (1973)
- Світлана Поваляєва (1974)
- Олена Степаненко (1974)
- Андрій Бондар (1974)
- Оксана Луцишина (1974)
- Галина Крук (1974)
- Сергій Жадан (1974)
- БІОГРАФІЇ авторів
- Зміст
- Алфавітний покажчик

## Цитати
«В Україні подія загальнокультурного значення: видавництво «А-БА-БА-ГА-ЛА-МА-ГА» видало унікальну книгу – авторську «Антологію української поезії ХХ століття: від Тичини до Жадана» Івана Малковича. Це видання зразкове в усіх відношеннях». — Михайло Слабошпицький 

«Поезія має бути доступною, поезія має бути читаною, поезія має бути кóханою. Ця антологія − Старий−Новий Завіт української літератури. Така книга має бути у кожному готельному номері України». — Сергій Жадан 

## Нагороди
Перемога в номінації «Сучасна українська поезія» на 24–му Форумі видавців.
Перемога в номінації «Поезія» на Всеукраїнському рейтингу «Книжка року–2017»
Гран-прі на Всеукраїнському рейтингу «Книжка року–2017».